# Jenilee Harrison
Jenilee A. Harrison (* 12. Juni 1958 in Northridge, Los Angeles, Kalifornien) ist eine US-amerikanische Schauspielerin.
Sie begann ihre Fernsehkarriere in der US-Serie CHiPs. Es folgten zahlreiche Fernsehproduktionen. Ihre bekannteste Rolle ist die der Jamie Ewing Barnes in der Serie Dallas, wo sie von 1984 bis 1986 zu sehen war.
Jenilee Harrison war von 1978 bis 1980 Cheerleader bei den Los Angeles Rams. In ihrer Jugend gewann sie die Wahl zur Miss San Fernando Valley, Miss Hollywood und Miss Los Angeles.
Die Schauspielerin ist mit Bruce Oppenheim verheiratet.

## Filmografie (Auswahl)
- 1978: CHiPs
- 1982: Fantasy Island
- 1982: Herzbube mit zwei Damen (Three’s Company)
- 1983: Frank Buck – Abenteuer in Malaysia (Bring ’Em Back Alive)
- 1983: Malibu
- 1983: Love Boat (The Love Boat)
- 1984–1986: Dallas
- 1984: Der Tank (Tank)
- 1984, 1987: Mike Hammer (Mickey Spillane’s Mike Hammer)
- 1986: Simon & Simon
- 1987: Hotel
- 1987: Mord ist ihr Hobby (Murder, She Wrote)
- 1991: Blood Sacrifice (Curse III: Blood Sacrifice)
- 1992: Tödliche Intrigen (Illicit Behavior)
- 1995: Karate Tiger 8 (Fists of Iron)
- 1999: Die wilden Siebziger (That ’70s Show)